# NGC 3931
NGC 3931 este o galaxie lenticulară situată în constelația Ursa Mare. A fost descoperită în 12 aprilie 1789 de către William Herschel. Se află la o distanță de 15,56 megaparseci de Pământ.